# Diaglyptidea indica
Diaglyptidea indica là một loài tò vò trong họ Ichneumonidae.